# 김태욱 (가수)
김태욱(金泰昱, 1969년 9월 5일 ~ )은 대한민국의 기업인이자 가수이다.

## 생애
경상북도 대구 출신으로, 영남고등학교 및 인하공업전문대학 조선공학과를 졸업하였다.
1991년에 '개꿈'이라는 노래로 가수 데뷔를 하였으며, 1999년에 그룹 '노크'에서 활동하기도 하였다. 2001년에 결혼 서비스 업체인 아이웨딩네트웍스 대표이사에 취임하여 현재는 서비스 사업영역을 확장해 글로벌 가족 서비스 기업 '아이패밀리SC'의 대표이사로 재직중이다.

## 학력
- 영남고등학교 졸업
- 인하공업전문대학 조선공학과 졸업

## 수상
- 2012년 제1회 행복나눔인 보건복지부장관상
- 2012년 가정의 달 및 부부의 날 기념식 가족홍보대사 위촉 감사패
- 2013년 대한민국 IT 이노베이션 대상 미래창조과학부장관 표창
- 2014년 가정의 달 기념 유공자 대통령 표창

## 가족 관계
- 배우자 : 채시라 (1968년 6월 25일 ~ )
  - 장녀 : 김채니 (2001년 7월 7일 ~ )
  - 장남 : 김채민 (2007년 11월 5일 ~ )

## 앨범
- 1991년 다시 태어난다 해도
- 1993년 나를 믿는다면
- 1993년 김태욱 Live
- 2004년 애정의 조건
- 2004년 Mr.Kim
- 2015년 김태욱 첫 번째 싱글앨범

## 광고
- 1994년 크라운제과 뽀또 (신지은과 함께 출연)
- 1994년 크라운제과 쵸코와키
- 1998년 오리온 핫브레이크 (차승원과 함께 출연)
- 2001년 대양이앤씨 아가소리 (채시라와 함께 출연)
- 2005년 ~ 2006년 평안섬유 PAT (채시라와 함께 출연)